# Gnin
Gnin – wieś w Polsce położona w województwie wielkopolskim, w powiecie grodziskim, w gminie Rakoniewice.

## Historia
Miejscowość pierwotnie związana była z Wielkopolską. Ma metrykę średniowieczną i istnieje co najmniej od drugiej połowy XIV wieku. Wymieniona w łacińskim dokumencie z 1395 „Gnyno”, 1418 „Gnina”, 1424 „Gnyn”, 1463 błędnie „Gunino”.
Początkowo miejscowość była wsią szlachecką należącą do lokalnej szlachty wielkopolskiej i śląskiej z rodu Rzeczyców, Nowowiejskich, Korzboków oraz Trachów, Proskich, którzy od nazwy wsi przyjęli odmiejscowe nazwisko Gnińskich. W 1463 wieś leżała w powiecie kościańskim Korony Królestwa Polskiego. Od 1404 była siedzibą własnej parafii, a w 1510 leżała w dekanacie Grodzisk.
Na przełomie XIV i XV wieku jako właścicieli we wsi odnotowano Wincentego Kujawkę oraz Janusza Hanka Rzeczycę i jego żonę Haszkę pochodzących prawdopodobnie z dolnośląskiej Rzeczycy koło Głogowa w księstwie głogowskim. Informacje o nich zaczerpnięto ze średniowiecznych zapisów sądowych. W 1394 Hanek toczył spór z łowczym poznańskim Andrzejem z Ptaszkowa. W 1395 Haszka była w sporze z Wincentym Kujawką z Gnina o 2,5 łana we wsi. W 1398 Hanek Rzeczyca toczył sprawę z Wincentym Kujawką o kradzież koni, pozabijanie bydła oraz podpalenie. W 1399 miał także proces z niejakim Wilczkiem w sprawie poręczenia za Wincentego Kujawkę. W 1400 kmieć z Kobylnik koło Grodziska Bratosz toczył spór sądowy z Januszem, jego matką i siostrami o 20 grzywien. W 1401 żona kasztelana kaliskiego Wichna z Grodziska  zapowiedziała przed sądem ziemskim Januszowi Rzeczycy, jego matce, siostrom oraz ich ludziom z Gnina drogi wokół Grodziska z wyjątkiem dróg królewskich biegnących do miasta. W 1412 Janusz Rzeczyca toczył spór z Wojciechem Rzeszotarzewskim o 2 łany w Gninie. W 1418 Hanek przegrał spór w sądzie ze Stefanem Rzeszotarzewskim o zastaw. Sąd zobowiązał go do przeniesienia na niego prawa zastawnika w Ratajach koło Grodziska Wielkopolskiego na sumę 22 grzywien szer. groszy według treści wcześniejszej poręki. W 1420 Pełka Grzybieński z Grzybna został pełnomocnikiem swej żony Hanki oraz jej brata Jana i siostry Franki. Toczył on proces z opactwem cystersów w Obrze, ponieważ kmiecie ze wsi klasztornej Gola zabili Janusza Rzeczycę.
W latach 1424–1433 odnotowano właściciela we wsi Zygmunta Korzboka. W 1428 woźny sądu ziemskiego wywołał dokument starosty generalnego wielkopolskiego dotyczący nabycia przez niego 3 łanów w Gninie. W 1430 toczył on proces ze Stefanem Rzeszotarzewskim, który powinien bronić Zygmunta od roszczeń majątkowych Wincentego Ratajskiego. W 1433 Korzbok zapowiedział przed sądem ziemskim swoje dziedziny Zielęcin, Lechowo, Gnin, oraz Kopanicę.
W latach 1463–1498 właścicielem we wsi był Stanisław z Proch, zwany od tej miejscowości Proskim oraz Trachem od posiadanego herbu Trach, który od nazwy wsi przyjął odmiejscowe nazwisko Gniński. W drugiej połowie XV wieku zakupił on od Małgorzaty żony Stanisława Głębockiego oraz Beaty żony Macieja Jastrzębnickiego całą część macierzystą w Gninie oraz 1/4 części łanów w Budziłowie i Ratajach za kwotę 100 grzywien. W 1463 zapisał swojej żonie Małgorzacie po 150 grzywien posagu oraz wiana na dwóch częściach Gnina. W 1466 zakupił od Jana Jabłkowskiego i jego siostry niedzielnej Anny ich części macierzyste w Gninie, Zielęcinie, Lechowie, Ratajach i Budziłowie za 300 grzywien.
Miejscowość odnotowano również w historycznych rejestrach poborowych. W 1510 w Gninie odnotowano 18 łanów, z tego 12 łanów było osiadłych i gospodarowali na nich wieśniacy uprawiający po jednym łanie, 6 łanów było opuszczonych i uprawiali je dziedzice. We wsi stała też karczma, ulokowana na jednym łanie. W 1530 odnotowano pobór podatków z 6 łanów, oraz 3 grosze od karczmy. W 1563 miał miejsce pobór z 6 łanów, od dwóch karczm dorocznych i dwóch komorników. W 1566 pobrano podatki z części należącej do Wojciecha Gnińskiego, który zapłacił od jednego łana, karczmy dorocznej oraz 4 zagrodników. Z części Piotra i Wawrzyńca Gnińskich pobrano opłaty z 4 łanów, 4 zagrodników oraz karczmy dorocznej. W 1581 pobór odbył się z części Kaspra oraz Jakuba Gnińskich z 3 półłanków, 1/8 łana karczmarskiego, 3 zagrodników, a z części należącej do Bartłomieja „Lazenskiego” od półłanka, 1/4 łana karczmarskiego oraz jednego zagrodnika. 
W okresie reformacji do 1618 r. istniał tutaj polski zbór luterański.   do którego uczęszczali także dysydenci z Grodziska.
Do czasu rozbiorów leżała w Rzeczypospolitej Obojga Narodów. Wskutek II rozbioru Polski w 1793 r., miejscowość przeszła pod władanie Prus i jak cała Wielkopolska znalazła się w zaborze pruskim. W okresie Wielkiego Księstwa Poznańskiego (1815-1848) Gnin należał do wsi większych w ówczesnym powiecie bukowskim, który dzielił się na cztery okręgi (bukowski, grodziski, lutomyślski oraz lwowkowski). Gnin należał do okręgu grodziskiego i stanowił odrębny majątek o tej samej nazwie, którego właścicielem był wówczas Dzieduszycki. Według spisu urzędowego z 1837 roku wieś liczyła 326 mieszkańców i 33 dymy (domostwa).
Na wzgórzu w zachodniej części wsi znajdował się jeszcze przed II wojną światową drewniany kościół, który został spalony 27.01.1945 r. przez wycofujące się oddziały niemieckie.
W latach 1975–1998 miejscowość administracyjnie należała do województwa poznańskiego.